# العلاقات الآيسلندية الأسترالية
العلاقات الآيسلندية الأسترالية هي العلاقات الثنائية التي تجمع بين آيسلندا وأستراليا.

## مقارنة بين البلدين
هذه مقارنة عامة ومرجعية للدولتين:
| وجه المقارنة                                              | آيسلندا          | أستراليا                                   |
| --------------------------------------------------------- | ---------------- | ------------------------------------------ |
| المساحة (كم2)                                             | 103.00 ألف       | 7.69 مليون                                 |
| عدد السكان (نسمة)                                         | 317.35 ألف       | 24.51 مليون                                |
| الكثافة السكانية (ن./كم²)                                 | 3.08             | 3.19                                       |
| العاصمة                                                   | ريكيافيك         | كانبرا، ملبورن                             |
| اللغة الرسمية                                             | اللغة الآيسلندية | لغة إنجليزية                               |
| العملة                                                    | كرونة آيسلندية   | دولار أسترالي، جنيه إسترليني، جنيه أسترالي |
| الناتج المحلي الإجمالي (بليون دولار)                      | 23.91 مليار      | 1.32 تريليون                               |
| الناتج المحلي الإجمالي (تعادل القوة الشرائية) بليون دولار | 15.79 مليار      | 1.10 تريليون                               |
| الناتج المحلي الإجمالي الاسمي للفرد دولار أمريكي          | 50.17 ألف        | 56.31 ألف                                  |
| الناتج المحلي الإجمالي للفرد دولار أمريكي                 | 46.55 ألف        | 45.92 ألف                                  |
| مؤشر التنمية البشرية                                      | 0.899            | 0.939                                      |
| رمز المكالمات الدولي                                      | +354             | +61                                        |
| رمز الإنترنت                                              | .is              | .au                                        |
| المنطقة الزمنية                                           | 00، أوروبا/لندن ‏ |                                            |

## منظمات دولية مشتركة
يشترك البلدان في عضوية مجموعة من المنظمات الدولية، منها:
| علم المنظمة | اسم المنظمة                               | تاريخ انضمام آيسلندا | تاريخ انضمام أستراليا |
| ----------- | ----------------------------------------- | -------------------- | --------------------- |
|             | الاتحاد البريدي العالمي                   | ?                    | ?                     |
|             | يونسكو                                    | 8 يونيو 1964         | 4 نوفمبر 1946         |
|             | البنك الدولي للإنشاء والتعمير             | 27 ديسمبر 1945       | 5 أغسطس 1947          |
|             | نظام تحكم تكنولوجيا القذائف               | 1993                 | 1990                  |
|             | منظمة الشرطة الجنائية الدولية             | ?                    | ?                     |
|             | الأمم المتحدة                             | 19 نوفمبر 1946       | 1 نوفمبر 1945         |
|             | مؤسسة التنمية الدولية                     | 19 مايو 1961         | 24 سبتمبر 1960        |
|             | المنظمة الهيدروغرافية الدولية             | ?                    | ?                     |
|             | منظمة التجارة العالمية                    | ?                    | ?                     |
|             | وكالة ضمان الاستثمار متعدد الأطراف        | 25 سبتمبر 1998       | 10 فبراير 1999        |
|             | منظمة التعاون الاقتصادي والتنمية          | ?                    | ?                     |
|             | مجموعة أستراليا                           | 1993                 | 1985                  |
|             | الاتحاد الدولي للاتصالات                  | 1 أكتوبر 1906        | 27 مايو 1878          |
|             | مؤسسة التمويل الدولية                     | 20 يوليو 1956        | 20 يوليو 1956         |
|             | مجموعة الموردين النوويين                  | ?                    | ?                     |
|             | الفريق المعني برصد الأرض                  | ?                    | ?                     |
|             | منظمة حظر الأسلحة الكيميائية              | ?                    | ?                     |
|             | المركز الدولي لتسوية المنازعات الاستشارية | 14 أكتوبر 1966       | 1 يونيو 1991          |

## وصلات خارجية
- موقع وزارة الخارجية الآيسلندية
- موقع وزارة الخارجية الأسترالية